# GLT6D1
GLT6D1 (англ. Glycosyltransferase 6 domain containing 1) – білок, який кодується однойменним геном, розташованим у людей на 9-й хромосомі. Довжина поліпептидного ланцюга білка становить 308 амінокислот, а молекулярна маса — 36 274.
| 10         |  | 20         |  | 30         |  | 40         |  | 50         |
| ---------- |  | ---------- |  | ---------- |  | ---------- |  | ---------- |
| MNSKRMLLLV |  | LFAFSLMLVE |  | RYFRNHQVEE |  | LRLSDWFHPR |  | KRPDVITKTD |
| WLAPVLWEGT |  | FDRRVLEKHY |  | RRRNITVGLA |  | VFATGRFAEE |  | YLRPFLHSAN |
| KHFMTGYRVI |  | FYIMVDAFFK |  | LPDIEPSPLR |  | TFKAFKVGTE |  | RWWLDGPLVH |
| VKSLGEHIAS |  | HIQDEVDFLF |  | SMAANQVFQN |  | EFGVETLGPL |  | VAQLHAWWYF |
| RNTKNFPYER |  | RPTSAACIPF |  | GQGDFYYGNL |  | MVGGTPHNIL |  | DFIKEYLNGV |
| IHDIKNGLNS |  | TYEKHLNKYF |  | YLNKPTKLLS |  | PAYSWDLAFS |  | PPPQIQYVKV |
| AHDSQRKL   |  |            |  |            |  |            |  |            |

A: Аланін

C: Цистеїн

D: Аспарагінова кислота

E: Глутамінова кислота

F: Фенілаланін

G: Гліцин

H: Гістидин

I: Ізолейцин

K: Лізин

L: Лейцин

M: Метіонін

N: Аспарагін

P: Пролін

Q: Глутамін

R: Аргінін

S: Серин

T: Треонін

V: Валін

W: Триптофан

Кодований геном білок за функціями належить до трансфераз, глікозилтрансфераз. 
Локалізований у мембрані.